# Concessio
Een concessio of toegeving is een stijlfiguur waarbij iets dat wordt geacht bekend te zijn wordt bevestigd, waarna details worden gegeven die daar niet aan voldoen. 
voorbeelden
- Ik kan niet anders zeggen dat wij hier altijd prettige worden geholpen, maar dit grenst aan het onbeschaamde.
- Akkoord, ik weet dat u het erg druk heeft, maar dat het volkomen vergeten werd, had ik niet verwacht.